# Гановер (Манітоба)
Гановер (англ. Hanover) — сільський муніципалітет в Канаді, у провінції Манітоба.

## Населення
За даними перепису 2016 року, сільський муніципалітет нараховував 15733 жителів, показавши зростання на 12,2%, порівняно з 2011-м роком. Середня густина населення становила 21,2 осіб/км².
З офіційних мов обидвома одночасно володіли 585 жителів, тільки англійською — 14 660, тільки французькою — 10, а 405 — жодною з них. Усього 5,960 осіб вважали рідною мовою не одну з офіційних, з них 10 — одну з корінних мов, а 75 — українську.
Працездатне населення становило 73,8% усього населення, рівень безробіття — 5,6% (5% серед чоловіків та 6,6% серед жінок). 80% були найманими працівниками, 19,1% — самозайнятими.
Середній дохід на особу становив $36 801 (медіана $30 223), при цьому для чоловіків — $45 563, а для жінок $27 898 (медіани — $40 683 та $21 232 відповідно).
32,9% мешканців мали закінчену шкільну освіту, не мали закінченої шкільної освіти — 33,3%, 33,8% мали післяшкільну освіту, з яких 24,2% мали диплом бакалавра, або вищий, 25 осіб мали вчений ступінь.
| Статево-вікова структура населення | Статево-вікова структура населення | Статево-вікова структура населення | Статево-вікова структура населення | Статево-вікова структура населення |
| ---------------------------------- | ---------------------------------- | ---------------------------------- | ---------------------------------- | ---------------------------------- |
|                                    |                                    |                                    |                                    |                                    |
| Всього                             | Всього                             | 50,8%49,2%                         |                                    |                                    |
| 0 — 14 років                       | 0 — 14 років                       |                                    | 29,3%                              | 29,3%                              |
| 15 — 64 років                      | 15 — 64 років                      |                                    | 63,5%                              | 63,5%                              |
| 65 і більше                        | 65 і більше                        |                                    | 7,2%                               | 7,2%                               |
| 85 і більше                        | 85 і більше                        |                                    | 0,6%                               | 0,6%                               |
| Середній вік (років)               | Середній вік (років)               | 30,931,2                           | 31,0                               | 31,0                               |
| Медіана (років)                    | Медіана (років)                    | 27,128,0                           | 27,6                               | 27,6                               |
| — чоловіки — жінки                 |                                    |                                    |                                    |                                    |

| Походження мешканців:     | Походження мешканців:     | Походження мешканців: | Походження мешканців: | Походження мешканців: |
| ------------------------- | ------------------------- | --------------------- | --------------------- | --------------------- |
| Походження                |                           |                       | осіб                  | %                     |
| Корінні американці        | Корінні американці        |                       | 1 240                 | 7.92%                 |
| Інше північноамериканське | Інше північноамериканське |                       | 5 345                 | 34.12%                |
| Європейське               | Європейське               |                       | 12 590                | 80.37%                |
| британське                | британське                |                       | 2 575                 | 16.44%                |
| французьке                | французьке                |                       | 1 225                 | 7.82%                 |
| українське                | українське                |                       | 1 345                 | 8.59%                 |
| Карибське                 | Карибське                 |                       | 50                    | 0.32%                 |
| Латинськоамериканське     | Латинськоамериканське     |                       | 1 165                 | 7.44%                 |
| Африканське               | Африканське               |                       | 50                    | 0.32%                 |
| Азійське                  | Азійське                  |                       | 135                   | 0.86%                 |

| Зайнятість населення за галузями (за класифікацією NOC): | Зайнятість населення за галузями (за класифікацією NOC): | Зайнятість населення за галузями (за класифікацією NOC): | Зайнятість населення за галузями (за класифікацією NOC): | Зайнятість населення за галузями (за класифікацією NOC): |
| -------------------------------------------------------- | -------------------------------------------------------- | -------------------------------------------------------- | -------------------------------------------------------- | -------------------------------------------------------- |
|                                                          |                                                          |                                                          |                                                          |                                                          |
| Управління                                               | Управління                                               |                                                          | 11,9%                                                    | 11,9%                                                    |
| Бізнес, фінанси та адміністрування                       | Бізнес, фінанси та адміністрування                       |                                                          | 12,1%                                                    | 12,1%                                                    |
| Природничі та прикладні науки                            | Природничі та прикладні науки                            |                                                          | 2,4%                                                     | 2,4%                                                     |
| Охорона здоров'я                                         | Охорона здоров'я                                         |                                                          | 4,8%                                                     | 4,8%                                                     |
| Освіта, правозахист, муніципальні та урядові служби      | Освіта, правозахист, муніципальні та урядові служби      |                                                          | 8,4%                                                     | 8,4%                                                     |
| Мистецтво, культура, відпочинок та спорт                 | Мистецтво, культура, відпочинок та спорт                 |                                                          | 1,7%                                                     | 1,7%                                                     |
| Роздрібна торгівля та послуги                            | Роздрібна торгівля та послуги                            |                                                          | 18,8%                                                    | 18,8%                                                    |
| Гуртова торгівля, транспорт та обладнання                | Гуртова торгівля, транспорт та обладнання                |                                                          | 27,1%                                                    | 27,1%                                                    |
| Природні ресурси, сільське господарство                  | Природні ресурси, сільське господарство                  |                                                          | 7,4%                                                     | 7,4%                                                     |
| Виробництво                                              | Виробництво                                              |                                                          | 5,5%                                                     | 5,5%                                                     |

## Населені пункти
До складу сільського муніципалітету входять місто Стайнбек, містечко Нівервілль, а також хутори, інші малі населені пункти та розосереджені поселення.

## Клімат
Середня річна температура становить 2,6°C, середня максимальна – 23,9°C, а середня мінімальна – -24,3°C. Середня річна кількість опадів – 571 мм.
| Клімат поселення                              | Клімат поселення | Клімат поселення | Клімат поселення | Клімат поселення | Клімат поселення | Клімат поселення | Клімат поселення | Клімат поселення | Клімат поселення | Клімат поселення | Клімат поселення | Клімат поселення | Клімат поселення |
| Показник                                      | Січ.             | Лют.             | Бер.             | Квіт.            | Трав.            | Черв.            | Лип.             | Серп.            | Вер.             | Жовт.            | Лист.            | Груд.            |                  |
| Середній максимум, °C                         | −11,6            | −7,4             | −0,04            | 10,03            | 18,01            | 23,14            | 23,88            | 22,84            | 17,44            | 10,30            | −0,02            | −9,52            |                  |
| Середня температура, °C                       | −17,92           | −13,7            | −6,4             | 3,70             | 11,69            | 16,80            | 19,18            | 18,15            | 12,74            | 5,61             | −4,7             | −14,2            |                  |
| Середній мінімум, °C                          | −24,25           | −20,03           | −12,7            | −2,61            | 5,36             | 10,50            | 14,47            | 13,45            | 8,05             | 0,93             | −9,42            | −18,91           |                  |
| Норма опадів, мм                              | 23               | 15               | 22               | 31               | 71               | 97               | 88               | 74               | 57               | 44               | 26               | 23               |                  |
| Середньомісячна швидкість вітру, м/с          | 4.09             | 4.00             | 4.20             | 4.30             | 4.40             | 3.90             | 3.40             | 3.60             | 4.08             | 4.39             | 4.30             | 4.10             |                  |
| Середньомісячна сонячна радіація, кДж/м²·день | 4303             | 7624             | 12492            | 17075            | 19879            | 21063            | 21547            | 18400            | 12718            | 7571             | 4299             | 3213             |                  |
| --------------------------------------------- | ---------------- | ---------------- | ---------------- | ---------------- | ---------------- | ---------------- | ---------------- | ---------------- | ---------------- | ---------------- | ---------------- | ---------------- | ---------------- |
| Джерело:                                      |                  |                  |                  |                  |                  |                  |                  |                  |                  |                  |                  |                  |                  |